# Химера (палеонтология)
Химе́ра в палеонтологии — термин, применяемый для названия никогда не существовавших организмов, ошибочно реконструированных на основе остатков организмов различных видов.

## Примеры
Наиболее известным примером является Archaeoraptor из провинции Ляонин на северо-востоке Китая, который рассматривался в качестве связующего звена между птицами и динозаврами. Под названием Archaeoraptor liaoningensis таксон был представлен на пресс-конференции, проведённой журналом National Geographic в октябре 1999 года. На той же пресс-конференции было объявлено, что окаменелость представляет собой «недостающее звено» между птицами и наземными динозаврами из группы тероподов. Позднее было установлено, что «окаменелость» является подделкой, собранной из частей нескольких других ископаемых видов. Китайский палеонтолог Чжоу вместе со своими коллегами обнаружил, что голова и верхняя часть тела Archaeoraptor принадлежат ископаемой птице Yanornis. Проведённые в 2002 году исследования показали, что хвостовые перья принадлежат крылатому динозавру микрораптору из семейства дромеозавридов, который был описан двумя годами ранее. Нижние конечности принадлежат до сих пор неизвестным науке животным.
Другим примером является находка американского палеонтолога James A. Jensen в 1970-х в США ископаемой кости (вместе с остатками суперзавра), которую он хотел описать под названием Ultrasaurus macintoshi. Описание находки было опубликовано им в 1985 году. Однако впоследствии выяснилось, что данная кость на самом деле принадлежит суперзавру.

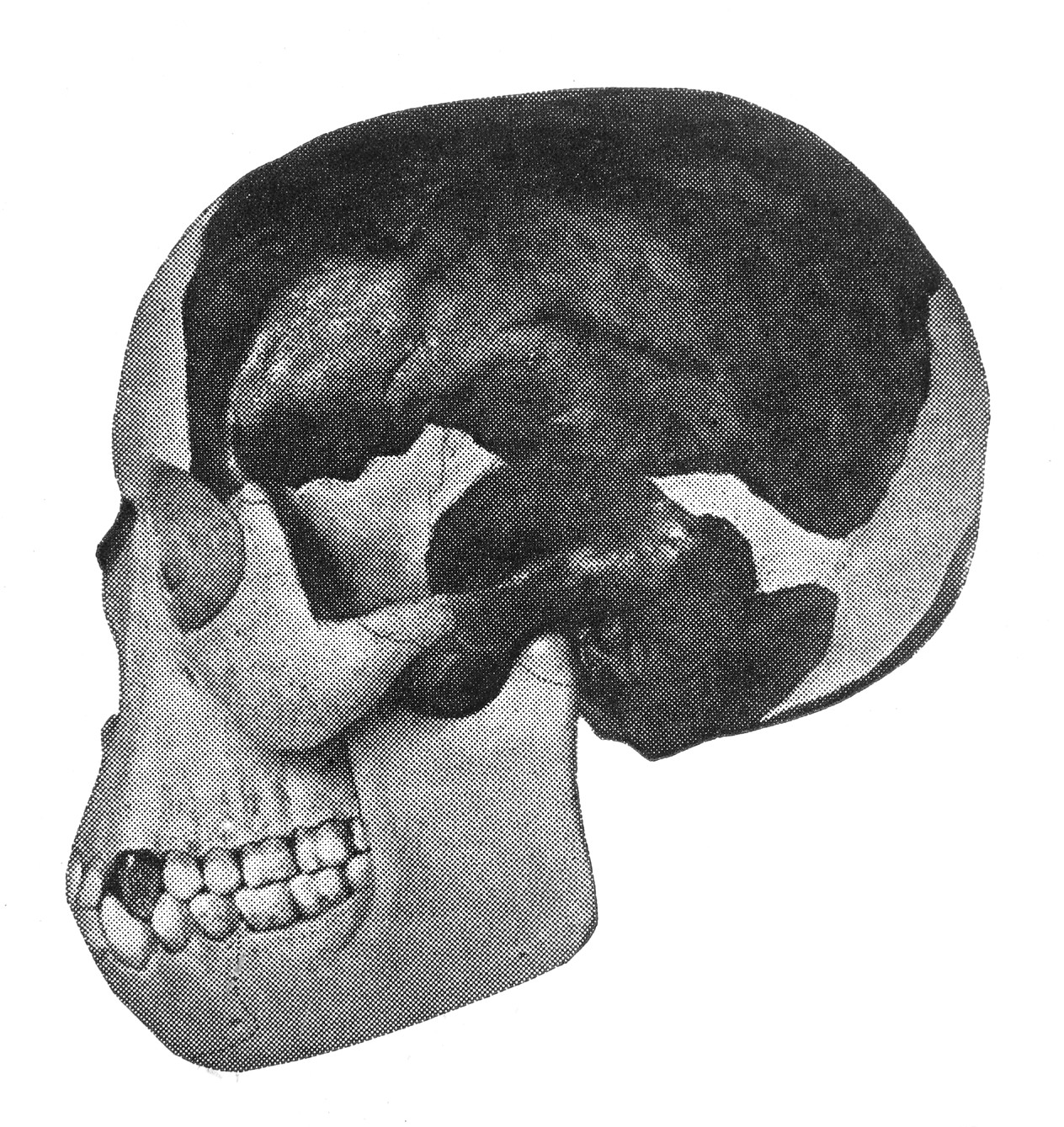
Реконструкция черепа «пилтдаунского человека» в исполнении Артура Вудворда

«Пилтдаунский человек», также «Пильтдаунский человек» (англ. Piltdown Man; Эоантроп) — одна из самых известных мистификаций XX века. Костные фрагменты (часть черепа и челюсть), обнаруженные в 1912 году в гравийном карьере Пилтдауна (Восточный Сассекс, Англия), были представлены как ископаемые остатки ранее неизвестного древнего человека — «недостающего звена» в эволюции между обезьянами и человеком. Образец оставался объектом споров, пока в 1953 году искусную подделку всё же не разоблачили и не установили, что это череп полностью развитого современного человека, намеренно соединённый с немного подпиленной нижней челюстью орангутана.
Химерой может быть протоавис — название рода, предложенное для окаменелостей позднего триаса (225—210 млн лет назад), обнаруженных на северо-западе Техаса (США). Окаменелости протоависа найдены в 1984 году в отложениях триасовой речной дельты смешанными с костями различных динозавров, что является возможным следствием массовой гибели при наводнении. Обнаруживший их учёный Шанкар Чаттерджи убеждён, что найденные им остатки принадлежат двум особям одного вида, молодой и старой. К ним относятся лишь череп и фрагменты конечностей, достаточно диспропорциональные между собой, чтобы появилась версия о химерности экземпляров.